# Strathkinness
 (mai 2025).
Strathkinness est un village situé dans le Fife, en Écosse. En 2020 la population de Strathkinness est estimée à 790 habitants.